# Zofia Jastrzębska
Zofia Jastrzębska (ur. 7 grudnia 1998 w Krakowie) – polska aktorka.

## Życiorys
W 2022 roku ukończyła studia na Wydziale Aktorskim we Wrocławiu Akademii Sztuk Teatralnych im. Stanisława Wyspiańskiego w Krakowie.
W latach 2022–2023 wcielała się w drugoplanową rolę Jagny Gałeckiej w serialu TVP2 Na dobre i na złe. Zagrała główną rolę Gity Burano w serialu platformy VOD Netflix pt. Infamia (2023), co przyniosło jej największą rozpoznawalność, a także jedną z głównych ról, Karoliny Borowskiej w serialu Netfliksa Dziewczyna i kosmonauta.

## Filmografia
- 2016–2017: Szkoła – Ania Kijewska
- 2019: Zameldowani – jako Monika, była dziewczyna Marcela (odc. 22)
- 2019–2020: Zakochani po uszy – jako dziewczyna (odc. 125, 201)
- 2021: Kowalscy kontra Kowalscy – jako Asia, korepetytorka Janka (odc. 1)
- 2022: Warszawianka – jako Natalia (odc. 1)
- 2022: Światło nocy – matka bandziora
- 2022: Kundel
- 2022–2023: Na dobre i na złe – Jagna Gałecka
- 2023: Komisarz Alex – Weronika „Nika” Rogalska (odc. 240)
- 2023: Dziewczyna i kosmonauta – Karolina Borowska
- 2023: Infamia – Gita Burano
- 2023: Camera Café. Nowe parzenie – stażystka Monika Lewińska
- 2024: Kolory zła. Czerwień – Monika Bogucka
- 2024: Krucjata II. Znak bliźniąt – Martyna Rogowska[7]
- 2025: Vinci 2 – Kornelia Bednarek
- 2025: Niebo. Rok w piekle